# 20e régiment de tirailleurs tunisiens
Le 20e régiment de tirailleurs tunisiens est une unité coloniale de l'armée française.

## Création et différentes dénominations
- 1920: Création du 12e régiment de marche de tirailleurs algériens
- 1921: Renommé en 20e régiment de tirailleurs tunisiens
- 1927: Dissolution
- 1939: Reconstitution du 20e régiment de tirailleurs tunisiens rattaché à la 7e division d'infanterie nord-africaine
- 1940: Dissolution

## Chefs de corps
- Lieutenant-colonel Tribot-Laspierre (1939-1940)

## Symboles du20eRTT

### Drapeau du régiment
Il porte, cousues en lettres d'or dans ses plis, les inscriptions suivantes :
- Maroc 1925
- Levant 1925-1927

## Personnalités ayant servi au régiment
- Paul-Hémir Mezan (1912-1944), résistant français, Compagnon de la Libération.